# باتريك موريس
باتريك موريس هو سياسي كندي، ولد في 1789، وتوفي في 22 أغسطس 1849.